# Here Comes the King
«Here Comes the King» (с англ. — «Здесь идёт король») — песня американского исполнителя Snoop Lion при участии Angela Hunte. Эта песня была выпущена 3 декабря 2012 года в качестве первого сингла с его двенадцатого студийного альбома Reincarnated, через лейблы Berhane Sound System, Vice Records, Mad Decent и RCA. Официальное видео было выпущено 12 февраля 2013 года через VEVO.

## Список композиций
- Цифровая дистрибуция[3]

1. Here Comes the King (при участии Angela Hunte) — 3:24

## Чарты

### Еженедельные чарты
| Чарты (2013)   | Пик позиция |
| -------------- | ----------- |
| Франция (SNEP) | 73          |